# Смерть коммивояжёра (фильм, 1951)
«Смерть коммивояжёра» (англ. Death of a Salesman) — фильм режиссёра Ла́сло Бе́недека по мотивам одноимённой пьесы 1949 года Артура Миллера, за которую автору была вручена Пулитцеровская премия за драматическое произведение. Снят в США в 1951 году. Творческая группа фильма получила несколько высоких кинематографических наград и номинаций, включая 4 премии «Золотой глобус».

## Сюжет
Шестидесятилетний коммивояжёр-неудачник Уилли Ломан (Марч) возвращается домой, в очередной раз ничего не продав. Жена Линда (Даннок) предлагает попросить хозяина перевести его на работу в Нью-Йорке: в такие годы сложно оставаться разъездным агентом. Вместо этого собственник бизнеса отправляет Вилли в отставку. Его преследуют воспоминания: старший брат Бен (Бил) в юности покинул дом, а уже к двадцати разбогател на алмазных копях Африки — яркое воплощение американской мечты. Вилли хочет, чтобы его сыновьям повезло в жизни, как и Бену. Но один из них — Биф (Маккарти) — не может найти постоянной работы, а второй — Хэппи (Митчелл) — служит лишь мелким клерком. Очередная неудачная попытка Бифа устроиться на работу приводит к серьёзной размолвке с отцом. Линда осуждает сына и сообщает о своей уверенности в том, что Вилли склоняется к самоубийству. Это соответствует действительности: в своих иллюзорных беседах со своим удачливым братом он говорит о том, что, кроме решения всех проблем, его смерть принесёт в семью крупную страховую выплату. Биф приходит к отцу и сообщает о своём решении жить отдельно. Прощаясь, он не сдерживается и плачет. Растроганный проявлением любви сына, Вилли убеждается в верности своего решения совершить самоубийство с инсценировкой несчастного случая. Когда все засыпают, он выскальзывает из дома, заводит автомобиль и устремляется навстречу смерти.

## В ролях
- Фредрик Марч — Уилли Ломан
- Милдред Даннок — Линда Ломан
- Кевин Маккарти— Биф
- Кэмерон Митчелл — Хэппи
- Роял Бил — Бен
- Дон Кифер — Бернар
- Джинн Бейтс — мать (в титрах не указана)

## Награды и номинации
- «Золотой глобус»: Францу Планеру за операторскую работу в чёрно-белом фильме, Ласло Бенедеку — за режиссуру, Фредрику Марчу — лучшему актёру в драматической роли, Кевину Маккарти — за лучший дебют.
- Венецианский кинофестиваль, премия Volpi Cup Фредрику Марчу — лучшему актёру; номинация режиссёра Ласло Бенедека на Золотого льва.
- Пять номинаций на «Оскар»: Фредрик Марч — лучший актёр, Милдред Даннок — лучшая актриса, Кевин Маккарти — лучший актёр второго плана, Франц Планер — за операторскую работу, Алекс Норт — лучшая музыка к кинофильму.

## Критика
- «Сильную саму по себе пьесу практически невозможно испортить. Первая кинематографическая версия от режиссёра Ласло Бенедека успешна и благодаря собственным достоинствам. Бенедек эффективно использует скромные декорации и освещение, чтобы продемонстрировать безысходность наваждений Ломана, и верно направляет сильную команду актёров <…> Особенно пронзителен Кевин Маккарти в роли Бифа Ломана, он прекрасно отражает путь от подросткового идолопоклонничества отцу к взрослым разочарованиям».[1]

## Дополнительная информация
По воспоминаниям Артура Миллера, студия попросила его присоединиться к подписантам антикоммунистической декларации, чтобы избежать пикетов консервативных сторонников Американского легиона тех кинотеатров, в которых будут показывать «Смерть коммивояжёра». Автор пьесы отказался поставить свою подпись. Тогда Columbia Pictures сняла ещё один короткометражный фильм под названием «Жизнь коммивояжёра», который демонстрировался перед основной картиной и восхвалял значимость и престижность работы торговых агентов, одновременно осуждая персонаж Уилли Ломана. Миллер писал: «Никогда в истории шоу-бизнеса студия не тратила такие хорошие деньги, доказывая, что её фильм не имеет смысла».